# Tramwaje w Karagandzie
Tramwaje w Karagandzie − zlikwidowany system komunikacji tramwajowej w Karagandzie w Kazachstanie.

## Historia
Tramwaje w Karagandzie uruchomiono w 1950 na trasie Nowyj Gorod – Staryj Gorod (Nowe miasto – Stare miasto) o długości 12,5 km. W 1954 wybudowano linię Staryj Gorod – szachta nr 33-34 o długości 20,5 km. Linie tramwajowe rozbudowywano do 1963. Pierwszą linię zamknięto w 1975. Ostatnią linię tramwajową zamknięto we wrześniu 1997.

## Tabor
W 1950 posiadano 10 wagonów silnikowych i 9 wagonów doczepnych typu KTM/KTP-1. Tramwajami, które jako ostatnie obsługiwały trasę były KTM-5. Łącznie do Karagandy dostarczono 12 sztuk.